# Črni trg
Črni trg, podzemno gospodarstvo ali siva ekonomija je tajni trg ali vrsta transakcij, ki ima nek vidik nezakonitosti ali je zanj značilna neka oblika neskladnega vedenja z institucionalnimi pravili. Če pravilo opredeljuje nabor blaga in storitev, katerih proizvodnja in distribucija sta prepovedana z zakonom, neupoštevanje pravila pomeni trgovino na črnem trgu, saj je sama transakcija nezakonita. Stranke, ki se ukvarjajo s proizvodnjo ali distribucijo prepovedanega blaga in storitev, so članice nezakonitega gospodarstva. Pod črni trg spadajo primeri, ki vključujejo trgovino z mamili, prostitucijo (kjer je prepovedana), nezakonite transakcije z valuto in trgovino z ljudmi. Kršitve davčnega zakonika, ki vključujejo utajo dohodnine, pomenijo članstvo v neprijavljenem gospodarstvu.
Ker je utaja davkov ali sodelovanje na črnem trgu nezakonita, bodo udeleženci skušali svoje vedenje skriti pred vlado ali regulativnim organom. Uporaba gotovine je najprimernejše sredstvo menjave pri nezakonitih transakcijah, saj uporaba gotovine ne pušča sledi. Uporaba gotovine je najprimernejše sredstvo menjave pri nezakonitih transakcijah, saj uporaba gotovine ne pušča sledi. Pogosti motivi za delovanje na črnih trgih so trgovanje s tihotapljenjem, izogibanje davkom in predpisom ali nadzor cen ali obvladovanje cen krila. Običajno se celotna dejavnost omenja z določenim členom kot dopolnilo uradnim gospodarstvom po trgih za takšno blago in storitve, npr. "črni trg grmovja". Po drugi strani pa se izraz črni trg lahko uporablja glede na določen del gospodarstva, v katerem se trguje s tihotapstvom.
Črni denar je izkupiček nezakonite transakcije, pri kateri dohodek in drugi davki niso bili plačani in ki jo je mogoče legitimirati le s pomočjo neke vrste pranja denarja. Zaradi tajne narave črnega gospodarstva ni mogoče določiti njegove velikosti in obsega.

## Izvor črnega trga
Literatura za črni trg ni vzpostavila skupne terminologije in je namesto tega ponudila veliko sopomenk, med drugim: podzemni; skrito; siva; senca; neformalno; tajno; nezakonito; neopaženo; neprijavljeno; nezabeleženo; drugič; vzporedno in črno.
Enotno podzemno gospodarstvo ni samo eno, ampak jih je veliko. Ta podzemna gospodarstva so vseprisotna, obstajajo tako v tržno usmerjenih kot tudi v centralno načrtovanih državah, ne glede na to, ali so razvita ali se razvijajo. Tisti, ki se ukvarjajo s podzemnimi dejavnostmi, se izogibajo, uidejo ali so izključeni iz institucionalnega sistema pravil, pravic, predpisov in izvršilnih kazni, ki urejajo formalne agente, ki se ukvarjajo s proizvodnjo in izmenjavo. Različne vrste podzemnih dejavnosti ločimo glede na posebna institucionalna pravila, ki jih kršijo. Ugotovimo lahko štiri glavna podzemna gospodarstva:
1. nezakonito gospodarstvo
2. neprijavljeno gospodarstvo
3. neevidentirano gospodarstvo
4. neformalno gospodarstvo

"Nezakonito gospodarstvo" sestavlja dohodek, ki ga ustvarijo gospodarske dejavnosti, s katerimi se kršijo pravni zakoni, ki opredeljujejo obseg zakonitih oblik poslovanja. Udeleženci nezakonitega gospodarstva se ukvarjajo s proizvodnjo in distribucijo prepovedanega blaga in storitev, kot so trgovina z mamili, trgovina z orožjem in prostitucija.
"Neprijavljeno gospodarstvo" sestavljajo tiste gospodarske dejavnosti, ki se izogibajo institucionalno vzpostavljenim davčnim pravilom, kot so kodificirana v davčnem zakoniku. Povzetek merila neprijavljenega gospodarstva je znesek dohodka, o katerem bi bilo treba poročati davčnemu organu, vendar se o tem ne poroča. Komplementarno merilo neprijavljenega gospodarstva je "davčna vrzel", in sicer razlika med višino davčnih prihodkov, ki jih dolguje davčni organ, in višino dejansko pobranih davčnih prihodkov. V ZDA naj bi neprijavljeni dohodek znašal 2 bilijona dolarjev, kar bi povzročilo "davčno vrzel" med 450 in 600 milijardami dolarjev.
"Neevidentirano gospodarstvo" je sestavljeno iz tistih gospodarskih dejavnosti, ki zaobidejo institucionalna pravila, ki opredeljujejo zahteve poročanja državnih statističnih agencij. Povzetek merjenja neevidentiranega gospodarstva je znesek neevidentiranega dohodka, in sicer znesek dohodka, ki bi ga bilo treba (v skladu z veljavnimi pravili in konvencijami) evidentirati v nacionalnih računovodskih sistemih (npr. Nacionalni računi dohodka in izdelkov), vendar ga ne. But there is still little consensus concerning the size of the unreported economies of transition countries.
"Neformalno gospodarstvo" vključuje tiste gospodarske dejavnosti, ki se izogibajo stroškom in so izključene iz ugodnosti in pravic, vključenih v zakone in upravne predpise, ki zajemajo premoženjska razmerja, komercialne licence, delovne pogodbe, delikte, finančne kredite in sisteme socialne varnosti. Neformalni sektor je opredeljen kot del gospodarstva, ki ni obdavčeno, ga ne nadzoruje kakršna koli oblika vlade in ni vključena v kateri koli bruto nacionalni proizvod (BNP), za razliko od formalnega gospodarstva. V razvitih državah je za neformalni sektor značilna neprijavljena zaposlitev. To je državi skrito zaradi davka, socialne varnosti ali delovnega prava, vendar je zakonito v vseh drugih pogledih.

## Cenitev
Blago in storitve, pridobljeni nezakonito in / ali za katere se trguje na nezakonit način, se lahko zamenjajo nad ali pod ceno zakonitih tržnih transakcij:
- Morda so cenejše od zakonitih tržnih cen. Dobavitelju ni treba plačati proizvodnih stroškov in / ali davkov. To je običajno v podzemnem gospodarstvu. Zločinci ukradejo blago in ga prodajo pod zakonito tržno ceno, ni pa potrdila, garancije itd. Kadar je nekdo najet za opravljanje del in stranka ne more odpisati stroškov (še posebej pogosto pri delih, kot so obnova stanovanja ali kozmetične storitve), je stranka nagnjena k zahtevi nižje cene (običajno v gotovini) v zameno za pred potrdilom, ki ponudniku storitev omogoča, da se izogne poročanju o dohodku na svoji davčni napovedi.
- Morda so dražje od zakonitih tržnih cen. Na primer, izdelek je težko pridobiti ali izdelati, z njim je nevarno ravnati, je strogo razvrščen ali pravno težko dostopen, če sploh. Če je zamenjava blaga zaradi neke vrste državne sankcije nezakonita, kakršna je pogosta pri nekaterih farmacevtskih zdravilih, se bodo te cene zaradi te sankcije običajno zvišale.

## Vprašanja potrošnikov
Tudi če podzemni trg ponuja nižje cene, potrošnike še vedno spodbuja, da kupujejo na zakonitem trgu, kadar je to mogoče, ker:
- Morda imajo raje zakonite dobavitelje, saj je lažje vzpostaviti stik z njimi in lahko odgovarjajo za napake;
- V nekaterih jurisdikcijah, na primer v ZDA, se lahko stranke obtoži kaznivega dejanja, če zavestno sodelujejo v temnopolti ekonomiji, tudi kot potrošnik;[13]
- Morda jim moralno ni všeč črno trženje;
- V nekaterih jurisdikcijah (na primer v Angliji in Walesu) bodo potrošniki, za katere je bilo ugotovljeno, da imajo ukradeno blago, odpeljani, če se jim izsledi, četudi niso vedeli, da so bili ukradeni. Čeprav se sami običajno ne bodo soočili s kazenskim pregonom, še vedno ostajajo brez blaga, ki so ga plačali, in le malo, če sploh, lahko poiščejo denar nazaj. To tveganje lahko povzroči nenaklonjenost nakupu blaga, za katerega menijo, da je s podzemnega trga, četudi je dejansko legitimno (na primer predmeti, prodani na prodaji avtomobilskih prtljažnikov).

Vendar v nekaterih omejenih situacijah potrošniki ugotovijo, da jim je dejansko bolje, če uporabljajo storitve na črnem trgu, zlasti kadar vladni predpisi ovirajo, kaj bi sicer bila zakonita konkurenčna storitev. Na primer:
- Taksiji brez dovoljenja. V Baltimoru poročajo, da mnogi potrošniki aktivno dajejo prednost nezakonitim taksijem, pri čemer se sklicujejo na to, da so bolj dostopni, priročni in imajo poštene cene.[14]

## Blagovno blago in storitve
Nekaj primerov podzemnih gospodarskih dejavnosti vključuje:

### Spolno izkoriščanje in prisilno delo
Glavni članek: Trgovina z ljudmi
Prostitucija je v mnogih državah po svetu nezakonita ali zelo urejena. Ti kraji tvorijo klasično študijo podzemnega gospodarstva zaradi stalnega velikega povpraševanja kupcev, razmeroma visokega plačila, a delovno intenzivnega in nizko kvalificiranega dela, ki privlači stalno ponudbo delavcev. Čeprav prostitucija obstaja v vseh državah, študije kažejo, da v revnejših državah in na območjih z velikim številom nevezanih moških, na primer okoli vojaških oporišč, bolj uspeva. Na primer, empirična študija je pokazala, da se je ponudba prostitutk v Denverju in Minneapolisu nenadoma povečala leta 2008, ko sta tam potekali Demokratična in republikanska nacionalna konvencija.
Prostitutke na črnem trgu na splošno delujejo z določeno stopnjo tajnosti, včasih se o cenah in dejavnostih pogajajo s kodnimi besedami in subtilnimi gestami. V državah, kot sta Nemčija ali Nizozemska, kjer je prostitucija zakonita, a urejena, obstajajo nezakonite prostitutke, katerih storitve se ponujajo ceneje, ne glede na zakonske zahteve ali postopke - zdravstveni pregledi, bivalni standardi itd.
V drugih državah, kot je Nikaragva, kjer je urejena zakonita prostitucija, lahko hoteli zahtevajo, da se obe stranki identificirata, da bi preprečili porast otroške prostitucije.

### Osebne informacije
Podatki za osebno identifikacijo, finančni podatki, kot so podatki o kreditnih karticah in bančnih računih, ter medicinski podatki se kupujejo in prodajajo, večinoma na trgih darknet. Ljudje povečajo vrednost ukradenih podatkov tako, da jih združijo z javno dostopnimi podatki in jih znova prodajo z dobičkom ter tako povečajo škodo, ki jo lahko naredijo ljudem, katerih podatki so bili ukradeni.

### Nezakonite droge
Od konca 19. in začetka 20. stoletja so številne države začele prepovedovati hrambo ali uporabo nekaterih rekreacijskih drog, na primer ZDA vojna proti drogam. Mnogi ljudje kljub temu še naprej uporabljajo prepovedane droge in za njihovo oskrbo obstaja črni trg. Kljub prizadevanjem organov pregona, da bi jih prestregli, ostaja povpraševanje veliko in zagotavlja velik motiv dobička za organizirane kriminalne skupine za oskrbo z mamili. Združeni narodi so poročali, da maloprodajna tržna vrednost prepovedanih drog znaša 321,6 milijarde ameriških dolarjev.
Čeprav organi pregona prestrežejo del prepovedanih drog in zaprejo na stotisoče prodajalcev na debelo in drobno, visoko povpraševanje po njih in visoka stopnja dobička spodbujajo nove distributerje, da vstopijo na trg brez znižanja maloprodajne cene. Številni aktivisti legalizacija drog potegnejo vzporednice med nezakonito trgovino z mamili in prohibicijo alkohola v ZDA v dvajsetih letih 20. stoletja.

### Orožje
Zakonodajni organi mnogih držav prepovedujejo ali omejujejo osebno lastništvo orožja. Te omejitve se lahko gibljejo od majhnih bojni nož | noži]] do strelnega orožja, bodisi v celoti bodisi po razvrstitvi (npr.pištola s, avtomatsko orožje s in eksplozivi). Črni trg zagotavlja povpraševanje po orožju, ki ga ni mogoče dobiti zakonito ali pa ga je mogoče pridobiti zakonito šele po pridobitvi dovoljenj in plačilu pristojbin. To je lahko z tihotapljenjem orožja iz držav, kjer je bilo zakonito kupljeno ali ukradeno, ali s krajo proizvajalcev orožja znotraj države z uporabo notranjih informacij. V primerih, ko podzemno gospodarstvo ne more tihotapiti strelnega orožja, lahko zahteve orožar izpolni tudi s svojim strelnim orožjem. Tisti, ki lahko kupijo na ta način, vključujejo kriminalce, ki jih uporabljajo za nezakonite dejavnosti, zbiralce orožja in druge državljane, ki spoštujejo zakone in jih zanima zaščita njihovih stanovanj, družin ali podjetij.
V Angliji in Walesu so lahko nekatere kategorije orožja, ki se uporabljajo za lov, v lasti usposobljenih prebivalcev, vendar jih je treba registrirati pri lokalni policiji in hraniti v zaklenjeni omari. Drug segment prebivalstva, ki lahko kupuje orožje na črnem trgu, so posamezniki, ki ne morejo izpolniti zakonskih zahtev za registracijo - na primer obsojeni prestopniki ali tisti, ki trpijo zaradi duševnih bolezni. V nekaj jurisdikcijah lahko zbiratelji zakonito obdržijo starinsko orožje, ki ga ni mogoče zlahka obnoviti v strelsko stanje.

### Nezakonito posekan les
Nezakonita sečnja lesa je predstavljala veliko težavo. Po Interpol je v nekaterih državah nezakonita sečnja lesa gotovo skoraj toliko vredna kot industrija proizvodnje drog.

### Živali in živalski produkti
V mnogih državah v razvoju so žive živali ujete v naravi in prodane kot hišni ljubljenčki. Divje živali lovijo in ubijajo tudi zaradi njihovega mesa, kože in organov, pri čemer se slednji in drugi deli živali prodajajo za uporabo v tradicionalni medicini.
V številnih zveznih državah Združenih držav so zakoni, ki zahtevajo pasterizacijo mleka, ustvarili razmere na črnem trgu, ki vključujejo prevoz in prodajo surovega mleka in včasih surovega mleka, ki je zakonit v Države EU, vendar prepovedane v ZDA, če so stare manj kot 60 dni.

### Alkohol
Rum-running ali razpečevanje ruma oziroma bootlegging ali tihotapljenje alkohola je nezakonita dejavnost prevoza alkoholnih pijač, kadar je takšen prevoz z zakonom prepovedan. Tihotapljenje se običajno izvaja za izogibanje davkom ali prepovednim zakonom v določeni jurisdikciji. Izraz "Rum-running" se pogosteje uporablja za tihotapljenje nad vodo; "bootlegging" se uporablja za tihotapljenje po kopnem. V skladu z dokumentarnim filmom Prepoved PBS je bil izraz "bootlegging" populariziran, ko je več tisoč mestnih prebivalcev prodajalo alkohol iz bučk, ki so jih držali v nogah, po vseh večjih mestih in podeželju. Izraz "rum-tek" je najverjetneje nastal ob začetku prepovedi v ZDA (1920–1933), ko so ladje iz Biminija na zahodnih Bahamih prevažale poceni karibski rum do floridaje. Toda poceni rumova je zaradi tekačev ruma postala nizko dobiček in kmalu so se preusmerili k tihotapljenju kanadskega viskija, francoskega šampanjca in angleškega gina v večja mesta, kot sta New York in Boston, kjer so cene narasle. Rečeno je bilo, da so nekatere ladje v enem poskusu prepeljale alkohol v vrednosti 200.000 dolarjev.

### Tobak
Poročali so, da lahko tihotapljenje enega tovornjaka cigaret iz države z nizkimi davki v državo z visokim davkom povzroči dobiček do 2 milijona dolarjev. Države z nizkim obdavčenjem so na splošno največje proizvajalke tobaka in so bile deležne izjemnih kritik, ker niso želele povečati davkov. Severna Karolina se je na koncu strinjala, da bo zvišala davke s 5 centov na 35 centov na škatlico 20 cigaret, čeprav je to še vedno daleč pod državnim povprečjem. Toda Južna Karolina doslej ni hotela slediti zgledu in zvišati davkov s sedmih centov na paket (najnižji v ZDA).
V Veliki Britaniji poročajo, da je "27% cigaret in 68% tobaka v zvitkih kupljenih na črnem trgu".

### Biološki organi
Po podatkih Svetovne zdravstvene organizacije (WHO) se nezakonita trgovina z organi zgodi, ko se organi odstranijo iz telesa za namene komercialnih transakcij. Svetovna zdravstvena organizacija (WHO) utemeljuje svoje stališče do tega vprašanja z izjavo: "Plačilo za organe bo verjetno nepošteno izkoristilo najrevnejše in najbolj ranljive skupine, spodkopalo altruistično darovanje in vodilo do zaslužka in trgovine z ljudmi." Kljub tem odlokom je bilo ocenjeno, da se je 5% vseh prejemnikov organov leta 2005 ukvarjalo s komercialno presaditvijo organov.  Raziskave kažejo, da nezakonita trgovina z organi narašča, nedavno poročilo organizacije Global Financial Integrity pa ocenjuje, da nezakonita trgovina z organi letno ustvari dobiček med 600 in 1,2 milijarde dolarjev v razponu v mnogih državah.

### Reketiranje
Lopar je storitev, ki se z goljufijo ponudi za rešitev težave, na primer za težavo, ki dejansko ne obstaja, ki ne bo uveljavljena ali ki sicer ne bi obstajala, če lopar ne bi obstajal. Dirigiranje loparja je reketiranje. Zlasti potencialni problem lahko povzroči ista stranka, ki se ponudi, da jo reši, čeprav je to dejstvo lahko prikrito, s posebnim namenom, da se tej stranki vzpostavi stalno pokroviteljstvo. Arhetip je zaščitni lopar, pri katerem oseba ali skupina (npr. Kriminalna združba) lastniku trgovine nakaže, da bi lahko svojo trgovino zaščitila pred morebitno škodo, škodo, ki bi jo ista oseba ali skupina povzročila drugače, medtem ko korelacija nevarnosti in zaščite lahko bolj ali manj zanikano zastrta, kar ločuje od bolj neposrednega izsiljevanja. Reketiranje je pogosto povezano z organiziranim kriminalom, izraz pa je junija 1927 oblikovalo Združenje delodajalcev v Chicagu v izjavi o vplivu organiziranega kriminala v sindikatu Teamsters.

### Ponudniki prevoza
Kadar vlada taksiste, avtobuse in druge ponudnike prevoza strogo ureja ali monopolizira, črni trg običajno cveti, da bi zagotovil prevoz slabo oskrbljenim ali predragim skupnostim. V ZDA nekatera mesta omejujejo vstop na trg taksi-vozil s sistemom medaljonov, to je, da morajo taksiji dobiti posebno dovoljenje in ga prikazati na medaljonu v vozilu. V večini takšnih jurisdikcij je medaljone zakonito prodajati, vendar je omejena ponudba in posledično visoke cene medaljonov privedla do trga z nelicenciranim carpoolingom / nezakonitim delovanjem taksijev. Na primer v Baltimoreu v zvezni državi Maryland zasebniki zagotavljajo nezakonite storitve taksijev  za prebivalce mesta.

### Najem stanovanja
Tam, kjer obstaja nadzor nad najemninami, lahko obstaja črni trg za stanovanja. V Združenem kraljestvu je na primer nezakonito oddajanje stanovanj za socialna stanovanja v podnajem, kjer najemnik dom nezakonito odda v najem z višjo najemnino. Na Švedskem lahko najemne pogodbe z regulirano najemnino kupite na črnem trgu pri trenutnem najemniku ali včasih neposredno pri lastniku nepremičnine. Specializirani trgovci na črnem trgu lastnikom nepremičnin pomagajo pri takšnih transakcijah. V Indiji so kraji, kot so Chennai, Bangalore, Hyderabad, Mumbai, Kolkotta in New Delhi, kamor prihajajo študentje iz celotne Indije, kjer dobivajo visoko plačane goste ali druge oblike najemnih stanovanj brez kakršnih koli davkov ali predpisov.

### Ponarejena zdravila, osnovna letala in avtomobilski deli
Zdravila in bistveni deli letal in avtomobilov (npr. zavore, motorni deli itd.) se ponarejajo v velikem obsegu.

### Zaščiteni mediji
Ulični prodajalci v državah, kjer zakonodaja o avtorskih pravicah ni zelo uveljavljena, zlasti v Aziji in Latinski Ameriki, pogosto prodajajo kopije filmov, glasbenih CD-jev in računalniške programske opreme, kot so videoigre, z visokim popustom, včasih celo pred uradno objavo naslova. Odločen ponarejevalec z nekaj sto dolarji lahko naredi kopije, ki so digitalno enake originalu in ne izgubljajo kakovosti; Zaradi inovacij na področju potrošniških zapisovalnikov DVD-jev in CD-jev ter široke razpoložljivosti razpok na internetu za večino oblik zaščite pred kopiranjem je to poceni in enostavno.
Imetniki avtorskih pravic in drugi zagovorniki zakonov o avtorskih pravicah se tega pojava težko ustavijo po sodišču, saj so operacije razširjene in razširjene ter prečkajo državne meje in s tem pravne sisteme. Ker je mogoče digitalne informacije večkrat podvajati brez izgube kakovosti in jih elektronsko posredovati z malo do nič stroškov, je dejanska podzemna tržna vrednost medijev enaka nič, kar jih razlikuje od skoraj vseh drugih oblik podzemne gospodarske dejavnosti. Vprašanje je zapleteno zaradi široke brezbrižnosti do uveljavljanja avtorskih pravic tako pri vladah kot tudi širši javnosti. Kraja avtomobila je v očeh večine ljudi kaznivo dejanje, pridobivanje nepooblaščenih kopij glasbe ali igre pa ne. Poleg tega se vsi ljudje ne strinjajo z „zakoni o avtorskih pravicah“, saj ta nepravično kaznuje konkurenco in imetnikom avtorskih pravic omogoča učinkovit monopol sorodnih panog. Prav tako imetnikom avtorskih pravic dovoljuje uporabo regijskega kodiranja za diskriminacijo izbranih populacij glede na ceno in razpoložljivost.
Primerjava s krajo avtomobilov, čeprav pogosta, ni resnično analogna. Posledica kraje avtomobila je, da se lastniku odvzame predmet s prenosom lastništva na drugo osebo. Medijsko piratstvo je kaznivo dejanje podvajanja, brez kraje fizične lastnine. Zakon o kršitvi avtorskih pravic seže do te mere, da nezakonite "kombinacije" in drugo takšno gradivo šteje za kopirano na trak ali disk. Imetniki avtorskih pravic ponavadi potrdijo dejanje tatvine, da so pirati izgubili dobiček. Vendar je zaradi tega neutemeljena domneva, da bi pirati kupili zaščiteno gradivo, če ne bi bilo na voljo prek izmenjave datotek ali drugih načinov. Imetniki avtorskih pravic tudi pravijo, da so nekaj delali za ustvarjanje avtorskega gradiva in želijo za svoje delo dobiti nadomestilo. Ugotovljeno je bilo, da ni nobenega drugega sistema razen avtorskih pravic, ki bi umetnikom in drugim ustvarjalcem plačeval nadomestila za njihovo delo, [citat je potreben], mnogi umetniki pa nimajo nobenega drugega vira dohodka ali drugega dela. Številni umetniki in filmski producenti so sprejeli vlogo piratstva pri distribuciji medijev. Širjenje gradiva z izmenjavo datotek je glavni vir oglaševanja za umetnike in dokazano je, da gradi oboževalce, ki bi bili bolj naklonjeni gledanju izvajalca v živo (predstave v živo predstavljajo glavnino prihodkov uspešnih umetnikov, vendar vsi umetniki ne morejo izvajati nastopov v živo, na primer fotografi imajo običajno samo en vir dohodka, ki je licenciranje njihovih fotografij).

### Valuta
Na črnem trgu se trguje z denarjem. To se lahko zgodi zaradi različnih razlogov:
- Ker vlada lokalno valuto določi ("zatakne") na poljubni ravni na drugo valuto, ki ne odraža njene resnične tržne vrednosti.
- Ker vlada svojim državljanom otežuje imetje  tuje valute ali pa imetje tuje valute določa kot nezakonito.
- Državni davki, ki izmenjujejo lokalno valuto z drugimi valutami, bodisi v eno smer bodisi v obe smeri (npr. Tujci so obdavčeni z nakupom lokalne valute ali rezidenti obdavčeni z nakupom tuje valute).
- Ker je valuta ponarejena
- Valuta je bila pridobljena nezakonito in jo je treba sprati, preden jo lahko porabimo.[41]

Vlada lahko uradno določi menjalni tečaj svoje valute s tečajem drugih valut, običajno ameriškega dolarja. V tem primeru klin pogosto preceni lokalno valuto glede na tržno vrednost, če bi bila plavajoča valuta. Tisti, ki imajo "tršo" valuto, na primer izseljeni oziroma emigrantski delavci, bodo morda lahko s črnim trgom kupili lokalno valuto po boljših menjalnih tečajih, kot jih lahko dobijo uradno.
V primerih finančne nestabilnosti in inflacije lahko državljani domačo valuto nadomestijo s tujo valuto. Ameriški dolar velja za razmeroma stabilno in varno valuto in se v tujini pogosto uporablja kot druga valuta. Leta 2012 naj bi v tujini krožilo 340 milijard ameriških dolarjev,  kar je približno 37 odstotkov vse ameriške valute. Najnovejša študija o količini gotovine v tujini kaže, da je trenutno v tujini le 25 odstotkov ameriške valute. Široko razširjeno nadomeščanje ameriške valute z lokalno valuto je znano kot dejanska dolarizacija in jo je bilo možno  opaziti v tranzicijskih državah, kot je Kambodža in v nekaterih latinskoameriških državah. Nekatere države, kot so na primer Ekvador, so opustile svojo lokalno valuto in zdaj uporabljajo ameriške dolarje, predvsem zaradi postopka, znanega kot »de jure dolarizacija«.
Če je lokalnemu prebivalstvu težko ali nezakonito pridobiti tujo valuto, bodo plačali premijo za nakup. Ameriška valuta velja za razmeroma stabilno hranilnico vrednosti in ker ne pušča papirne sledi, je tudi ustrezno sredstvo za izmenjavo tako nezakonitih transakcij kot neprijavljenega dohodka tako v ZDA kot v tujini.
V zadnjem času se kriptovalute, kot je bitcoin, uporabljajo kot sredstvo menjave pri transakcijah na črnem trgu. Kriptovalute so zaradi anonimnosti in njihove zmožnosti trgovanja prek interneta včasih bolj priljubljene kot centralizirana valuta.

### Gorivo
V EU ni nezakonito, če oseba ali podjetje kupuje gorivo v eni državi EU z namenom lastne uporabe v drugi državi, vendar pa tako kot pri drugem blagu davek na splošno plača končni kupec na fizičnem kraju nakupa.
Med Republiko Irsko in Severno Irsko pogosto obstaja črni trg z bencinom in dizelskim gorivom. Smer tihotapljenja se lahko spreminja glede na variacijo davkov in tečaja med evrom in funtom; včasih se tihotapi dizelsko gorivo v eno smer, bencin pa v drugo.
V nekaterih državah je dizelsko gorivo za kmetijska vozila ali za domačo uporabo obdavčeno po precej nižji stopnji kot za druga vozila. To je znano kot barvano gorivo, ker je dodano barvno barvilo, da ga lahko zaznamo, če ga uporabljamo v drugih vozilih (npr. Rdeče barvilo v Združenem kraljestvu, zeleno barvilo na Irskem). Kljub temu je prihranek dovolj privlačen, da ustvari črn trg kmetijskega dizelskega goriva. Leta 2007 je bilo ocenjeno, da zaradi tega pojava v Združenem kraljestvu 350 milijonov funtov ni ustvarilo dobička.
V državah, kot sta Indija in Nepal, ceno goriva določi vlada, prodaja goriva nad določeno ceno pa je nezakonita. Zaradi bencinske krize v Nepalu je bilo črno trženje goriva pogost trend, zlasti med množičnim pomanjkanjem bencina. Včasih morajo ljudje po več ur ali pa celo noč čakati, da pridejo na vrsto. Po drugi strani pa naj bi upravljavci bencinskih črpalk kopičili gorivo in ga prodajali črnim tržnikom. Črno trženje vozil / goriv za kuhanje se je močno razširilo med gospodarsko blokado leta 2015 v Nepalu. Tudi po lajšanju gospodarske blokade in nadaljevanju uvoza bencina ljudje še vedno ne dobivajo goriva tako,  kot bi morali, in se zato zatekajo k nakupu s črnega trga.

### Seks igrače
V nekaterih državah so spolne igrače nezakonite, na primer Savdska Arabija, Tajska in Indija. Nezakonitost je izpustila nekatere postopke obračuna, kot so varnostni preizkusi, kadar jih prodajajo tajni neodvisni prodajalci na črnem trgu. Druge platforme črnega trga, ki se uporabljajo za prodajo spolnih igrač na črnem trgu, vključujejo spletna mesta dražb od potrošnika do potrošnika in zasebne strani na spletnih mestih družabnih medijev. Na prizoriščih črnega trga v Kambodži so poleg izdelkov iz afrodizijaka zasegli tudi spolne igrače.  Nekateri analitiki trdijo, da če bodo prizadevanja v Severni Ameriki za prepoved realističnih seksbotov uspela, bo to lahko povzročilo trgovino s seksboti na črnem trgu.

## Organiziran kriminal
Glavni članek: Organizirani kriminal
Ljudje, ki se ukvarjajo s črnim trgom, običajno svoje poslovanje vodijo skrito pod zakonitim podjetjem.
Pogosto se nekatere vrste nezakonitih izdelkov trgujejo med seboj, odvisno od geografske lege.

## Vzroki

### Vojne
Črni trgi v večini držav cvetijo med vojno. Države, ki so vpletene v popolno vojno ali druge obsežne, razširjene vojne, pogosto naložijo omejitve glede domače rabe kritičnih virov, ki so potrebni za vojna prizadevanja, kot so hrana, bencin, guma, kovina itd. V večini primerov se razvije črni trg za dobavo razdeljenega blaga po pretiranih cenah. Obvladovanje obrokov in cen, uveljavljeno v številnih državah med drugo svetovno vojno, je spodbudilo razširjeno delovanje črnega trga.

### Zakoni in predpisi
Klasičen primer nove ureditve, ki ustvarja črni trg, je prepoved alkohola. Podobno, ko zakon izgine, izgine tudi črni trg. Zato bi na primer legalizacija marihuane pomenila odpravo črnega trga marihuane,  davki gospodarstva marihuane pa bi šli v prid vlade.